# Siwal (Baki)
Siwal is een bestuurslaag in het regentschap Sukoharjo van de provincie Midden-Java, Indonesië. Siwal telt 4197 inwoners (volkstelling 2010).